# Astranthium purpurascens
Astranthium purpurascens là một loài thực vật có hoa trong họ Cúc. Loài này được (B.L.Rob.) Larsen mô tả khoa học đầu tiên năm 1933.